# Konvicted
Konvicted er det andet album fra hip hop og R&B sangeren Akon. Det blev udgivet i november 2006 og indeholder sange med bl.a. Eminem, Snoop Dogg, Styles P (som også var med på "Locked Up" fra Akon's første plade Trouble), og T-Pain (som er signet på Akon's pladeselskab Konvict Muzik). Den 28. august 2007, blev Deluxe Edition versionen så udgivet, der indeholder f.eks. storhittet "Sorry, Blame It On Me".

## Spor
| Nummer | Navn                    | Tid  | Produceret af             | Medvirkende kunstner |
| ------ | ----------------------- | ---- | ------------------------- | -------------------- |
| 1.     | Shake Down              | 3:52 | Giorgio Tuinfort, Akon    |                      |
| 2.     | Blown Away              | 3:29 | Giorgio Tuinfort, Akon    | Styles P             |
| 3.     | Smack That              | 3:32 | Eminem                    | Eminem               |
| 4.     | I Wanna Love You        | 4:07 | Akon                      | Snoop Dogg           |
| 5.     | The Rain                | 3:27 | Akon                      |                      |
| 6.     | Never Took The Time     | 3:57 | Akon, Keon Bryce          |                      |
| 7.     | Mama Africa             | 4:25 | Akon, Hakim Abdulsamad    |                      |
| 8.     | I Can't Wait            | 3:46 | Akon, T-Pain              | T-Pain               |
| 9.     | Gangsta Bop             | 4:06 | Troo.L.S, Rune Rask, Akon |                      |
| 10.    | Tired Of Runnin'        | 4:33 | Akon                      |                      |
| 11.    | Once In A While         | 3:57 | Akon, Benny-D.            |                      |
| 12.    | Don't Matter            | 4:52 | Akon                      |                      |
| 13.    | Gringo (UK Bonus Track) | 4:32 | Akon                      |                      |

Brasiliansk Version

13. Sorry, Blame It On Me (4:55) (Prod. af Akon)

14. Rush (Feat. Kardinal Offishall) (4:13) (Prod. af Akon, J. Harrow)

15. Don't Matter (Calypso Remix) (5:37) (Prod. af Akon)

16. Lonely (Bonus Track) (3:57)

UK Deluxe Edition

13. Sorry, Blame It On Me (4:55) (Prod. af Akon)

14. Rush (Feat. Kardinal Offishall) (4:13) (Prod. af Akon, J. Harrow)

15. Don't Matter (Calypso Remix) (5:37) (Prod. af Akon)

16. Gringo (UK Bonus Track) (4:32)

17. I Wanna Love You (Clean) (Feat. Snoop Dogg) (4:07) (Prod. af Akon)

US Circuit City Edition

13. Struggle Everyday (3:53) (Prod. af Akon)

US Deluxe Edition

13. Sorry, Blame It On Me (4:55) (Prod. af Akon)

14. Rush (Feat. Kardinal Offishall) (4:13) (Prod. af Akon, J. Harrow)

15. Don't Matter (Calypso Remix) (5:37) (Prod. af Akon)

16. Lonely (Bonus Track)(3:57)

US Target Edition

13. Gringo (4:32)

US Wal-Mart Edition

13. Fair To You (2:59) (Prod. af Akon)

14. Still Alone (4:18) (Prod. af Akon)

15. Mama Africa [Live]

16. I Wanna Love You [Live]